# エリザ・シュテュンツナー

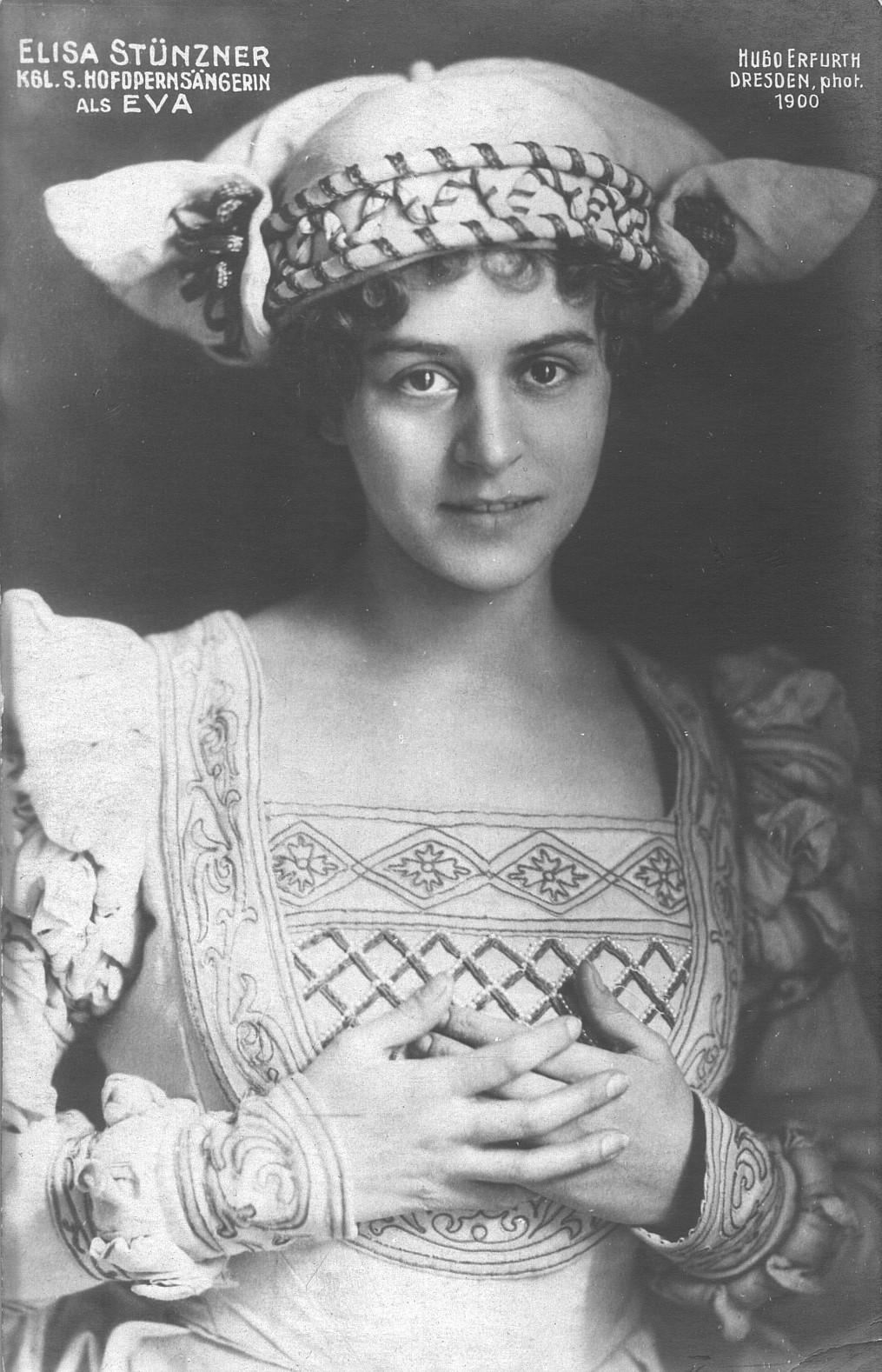
『マイスタージンガー』のエファ（1915年）

エリザ・シュトゥンツナー（Elisa Stünzner, 1886年1月10日 - 1975年9月19日）は、ドイツのソプラノ歌手。
アルテンブルク出身。ライプツィヒ音楽院を経てドレスデンでドラ・エルルに声楽を学ぶ。1909年からドレスデン宮廷歌劇場に加わり、1911年にリヒャルト・シュトラウスの《ばらの騎士》の上演に参加して専属歌手となり、1935年まで所属した。第二次世界大戦後にはドレスデンのカール・マリア・フォン・ウェーバー音楽大学で教鞭を執り、門下にはインゲボルク・ヴェングロールらがいる。
ドレスデンで死去。